# Begraafplaats van Wetteren
De begraafplaats van Wetteren is een gemeentelijke begraafplaats in de Belgische gemeente Wetteren. Ze is gelegen aan de Achttien augustuslaan ten oosten van het centrum, en grenzend aan de Warandeduinen. 
Ze werd aangelegd na de sluiting van de begraafplaats in de Molenstraat in 1950 en plechtig geopend op 2 november 1951. De 5 hectare grote begraafplaats werd ontworpen door Eugène De Witte en bestaat uit vier ruime parken met elkaar verbonden via slingerende paden. Het geheel staat op de inventaris onroerend erfgoed. Achteraan op het domein bevindt zich een herdenkingsmonument voor de gedeporteerden tijdens de Tweede Wereldoorlog en aan de straatkant, voor de ingang, is eveneens een monument geplaatst.

## Galerij

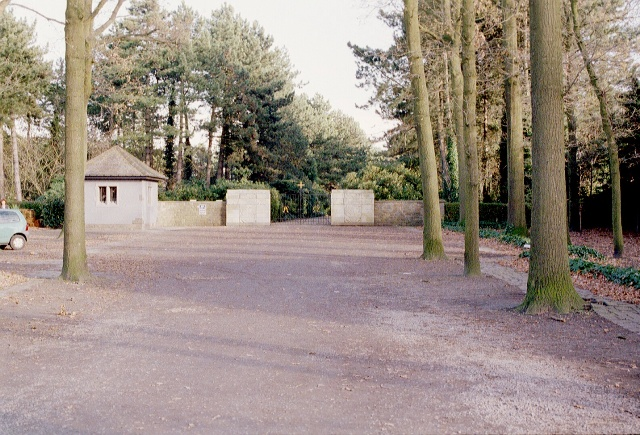
Dreef naar de begraafplaats (foto uit 2002)
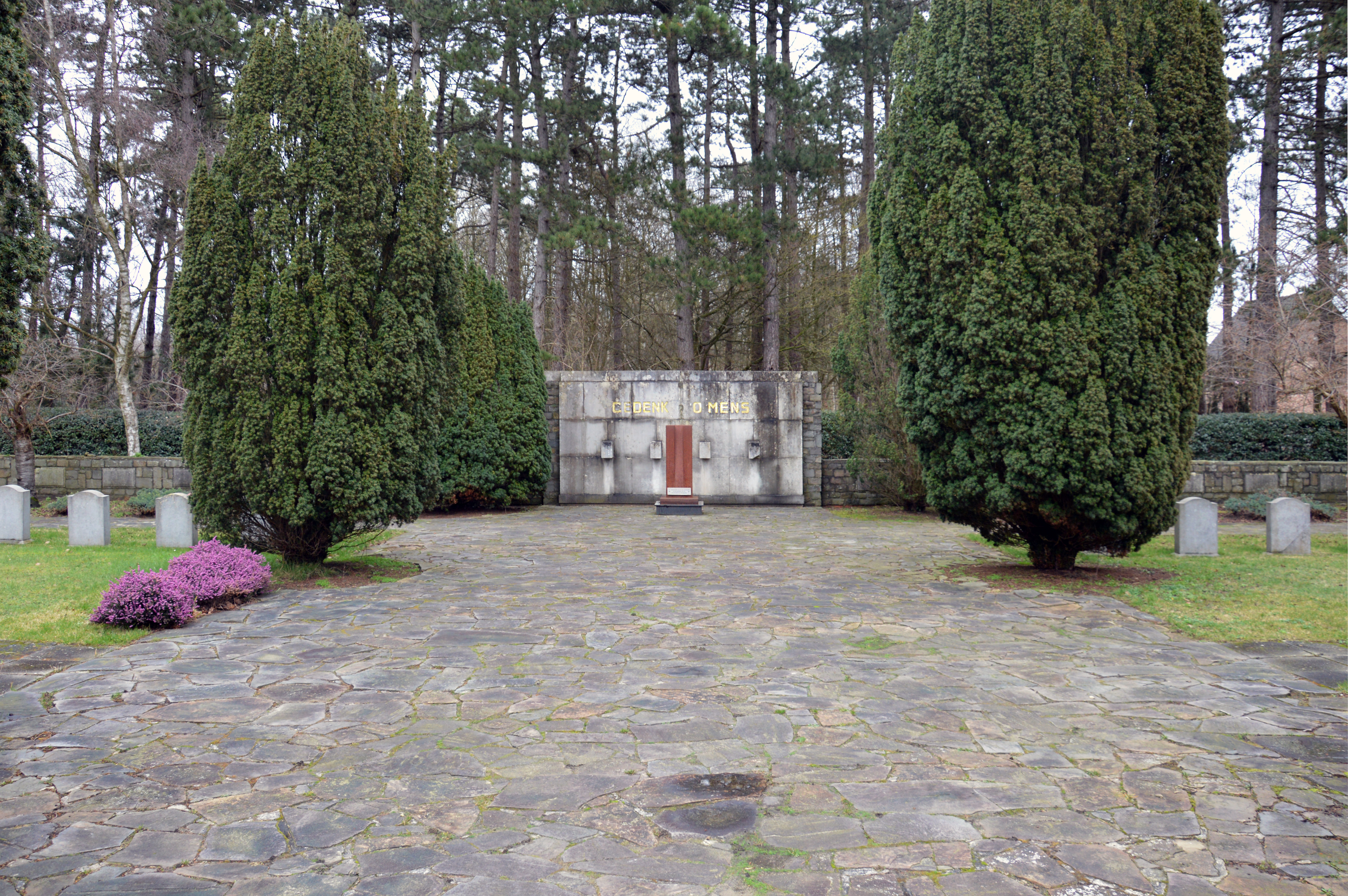
Monument aan de slachtoffers van de concentratiekampen in de Tweede Wereldoorlog, gelegen achterin op de begraafplaats
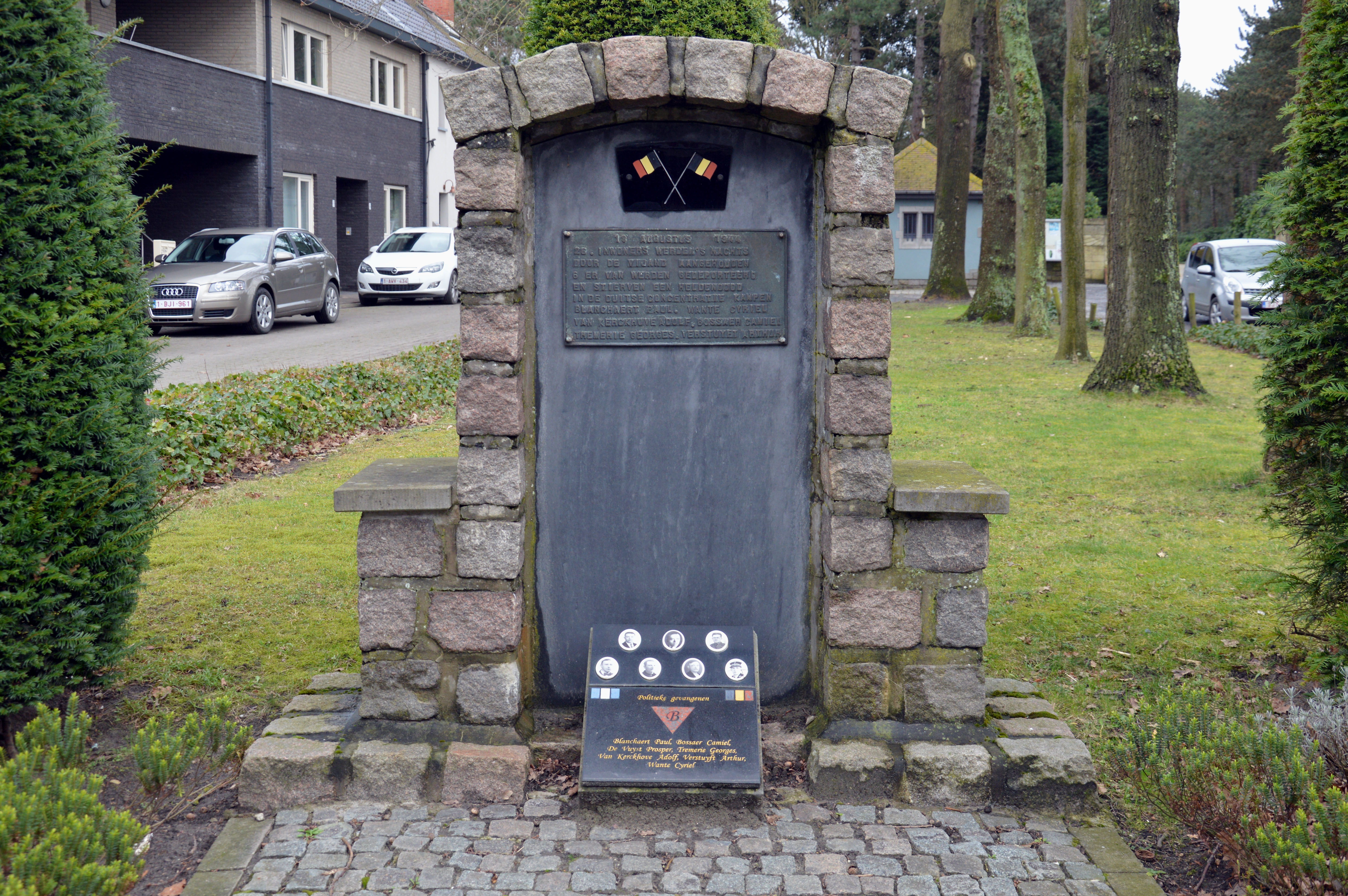
Monument aan de gedeporteerden (politieke gevangen) in de Tweede Wereldoorlog, gelegen aan de Achttien augustuslaan

## Bron
- Gemeentelijke begraafplaats in de Inventaris onroerend erfgoed